# سوربايت
فولاذ سوربايت القابل للتلدين عند دق (ضرب) المعدن أو عمليات السحب فان درجات الحرارة تتزايد مبتعدة عن المعدل المتوسط ولذلك نجد مرحلة أخرى في التحول لفولاذ المارتينزيت إلى تروستايت. تحول فولاذ سوربايت لايأخذ مكان تلقائيا من خلال جميع المعدن ولكن بزيادة تدريجية متقدمة. معظم الكتاب بيؤمنوا ان فولاذ السوربايت أساسه متجمد (متخثر)على هيئة كتل صخرية ذائبة في بيرليت (فولاذ حديدي صب على شكل حبيبات)وفيرايت في محلول فولاذي حرج قليل التصلد(الكربون اقل منحوالى 0.85%) وكربيد الحديد الفولاذي (سيمنتايت) في فولاذ حرج عالي التصلد على الترتيب. ولكن غالبا مايحتوي على بعض الأجزاء الغير كامله التحول. مكوناتها في جميع الأوقات تحول إلى البيرليت متجمد (متخثر). في عمليات الضرب القصوى فولاذ السوربايت يتحول إلى سورباتايت بيرليت ثم ببطئ إلى (حبيبات بيرليت) وربما وغير مباشر إلى لامينار بيرليت. السوربايت يحدث من تروستايت إلى أن يكون قابل للذوبان في أجزاء منفصله من الفيريت والسيمنتايت.

## أهمية فولاذ السوربايت
الأهمية العظمى لهذا الفولاذ هي ناتجه عن خصائصة الفيزيائية. أيضا مرونته الأكثر قلة عن فولاذ البيرليت في نسبه الكربون المعطاة.أيضا متانته وحد المرونة يعتبروا أعلى من أعلى مزج من هذه الثلاث خصائص ويمكن أن تحصل في السوربيتيك أكثر من الصلب البيرليتك.أنواع الصلب التي تعتبر تحتوي على سوربايت عادة ماتسمى <الصلب المقسى>.

## معدل التقسية
التحول من التروستايت في الخواص الرئيسية من الصلب المخلوط إلى خواص السوربايت من حيث الصلب المقسى تدريجياوالعمليات التي تزيد من فترة اعاده التسخين.في بعض النقاط تعتمد على موقع الصلب ورتبته لتحديد أي الصلب الذي تاثر بعمليات التصلب أثناء تشكيل السوربايت.لو تقبلنا السوربايت كخواص ناخبه عن الصلب المقسى ويمكننا حينها ان نعتبر اقل حد للتقسية بمعدل وهو درجه الحرارة التي تنتج صلب سوربايت.
في الصلب كامل التقسية للتشكيل المتوسط وأعلى تحليلات للكربون تبدأ هنا تكوين خواص السوربايت عند درجه حرارة 750 درجه فهرنهايت.عند حوالى 1250 إلى 1300 درجه فهرنهايت صلب السوربايت يتجمد إلى بيرليت والذي يتكون من طبقات من الصلب اللدن.في رؤية من هذه الحقائق يمكننا اذن ان نعتبر في الطريقة العامة أن معدل التقسية يقع تقريبا بين 750 و1250 درجة فهرنهايت.يجب أن يتذكر ومع ذلك درجات الحرارة هذه تكون بلا إدراك مؤكد ولكن نأخذ بشكل أعتباطي كتمثيل لدرجه في عمل المعالجة الحرارية:التفريقات في التركيب الكيميائي، ودرجه التقسية، حجم العمل إلى اخره كل يقوم بدوره.

## تأثير عملية التقسية
عندما تكون قطعه من الصلب المقسى عرضت لإعادة التسخين للتقسية عند درجه حرارة معينة يكون لها تأثير محدد غير الصلب النتائج من عمليات التقسية هو ان تكون معتمده على قابليه الصلب على أداء وظيفه معينة، طرق معتمده للأختبار. في المجمل العام معظمه يستخدم للاسم الأخير لسبب المقارنة، ونحن نتعامل مع الاطلاع على:
- (1)الاستطالة الساكنة المقاسة عن طريق الاستطالة المرنة وحد المرونة.
- (2)المرونة المقاسة بنسبة الاستطالة ومساحة المقطع.
- (3)الاستطالة المتحركة المقاسة بأختبار التأثير المتناوب.

## تأثير زيادة درجه الحرارة
كل زياده في درجه الحرارة تقلل من الاستطالة المرنة وحد المرونة ولكن بالأخذ في الاعتبار زيادة المرونة والتحمل الديناميكي مع أغلبية الكربون، نيكل, كروم وفانديوم.نسبة الصلب في حد المرونة إلى الاستطالة المرنة تكون قريبه جدا إلى الثبات طوال معدل السوربيتيت (الذي فرض ان يكون تقريبا من 750 إلى حوالى 1250 درجه فهرنهايت).بجانب هذه الأرقام قيم حد المرونة والاستطالة المرنة لكل أجزاء الصلب تكون ملحوظه حتى تختلف تصل قيمتهم الصغرى في الصلب كامل اللدونة.

## تأثير المرونة
هذه التغيرات السابقة تنعكس على كل من المرونة المقاسة من مساحه المقطع والاستطالة.كتفسير بالبحث العملى في الخواص الأخرى ومن خلال الخبرة العملية، الراوي يميل إلى تصديق ان هذان العنصران يؤثران كل منهما في الآخر وفي ذلك مساحه المقطع عامة تصل للقيمة العظمى عند نهاية معدل السوربايت ومن ثم تقل بينما الاستطالة لاتحقق القيمة العظمي حتى يصبح الصلب كامل التلدن أو حقق شروط فولاذ البيرليت.هذا قد يكون فيه من خلال على الأقل مرحلة السوربايت على كل من الزيادة والنقصان في الاستطالة المرنة و حد المرونة يعتبر مرتبط ومتوازن بواسطة الزيادة في مساحة المقطع والاستطالة.هذا الخليط من الاستطالة الساكنة والمرونة تعزز النسب المباشرة لدرجات التقسية.

## قوة التصادم
التأثير في التقسية على الخواص الأخرى وخاصة في العلاقة المؤثرة على قوة التصادم.الصلب، نسب الكربون تقريبا هي (0.15و0.40 و0.50) %,عند التصليب ومن ثم إعادة التسخين إلى درجات حرارة متغيرة من دون التخليط إلى 2200 درجه فهرنهايت. منحنيات قوة التصادم تقدم بعض حقائق ممتعه للغاية.لقد وجدنا ان اقوى قوة للتصادم مكتسبه من التقسية بعد التصليب عند درجه حرارة حوالى 100 درجه فهرنهايت، تحت أعلى مدى حراري حرج(AC3):التلدين عند درجه حرارة أعلى يؤدى إلى معدل Ac3 يصبح اقل قوة تصادم.أن درجه حرارة فانها ترتفع أكثر فأكثر وذلك مع زيادة التسخين تعطى النتائج.توجد مؤشرات نقصان في قوة التصادم الزيادة في احتوائه على الكربون مع فرض نفس المعالجة الحرارية يؤدى إلى قلة في قوة التصادم.الخلط وإعادة التسخين حتى تصل 600 درجه فهرنهايت غير ذي تأثير مثل قوة التصادم.كاقتراح عام نحن بإمكاننا ان نلخص بذكر أن من المفضل لكى نحصل على اعظم قوة تصادم لحفظ محتوى الكربون بقدر الإمكان منخفض لكى نحصل على أعلى درجة حرارة في عملية السحب.

## قدرة(سعة) الفولاذ
هكذا كما سوف نرى ان بتغيير درجه حرارة عملية السحب فأن مجموعة هذه المعاملات من الممكن ان تختلف من خلال المدى الاعتباري وحدوده فقط بواسطة ماذا بإمكاننا ان نسمى ,"القدرة للفولاذ"هذا المقدار يعرف بصفه كبيرة بالتركيب الكيميائي، بطريقة التصنيع، حجم القطعة المراد ان تعالج حراريا وبعوامل ملحقة أخرى.مع شروط التأهل هذه في العقل نحن ربما ابعد تعريف للقدرة الفولاذية هو انه النسبة المحددة من قوة قابلية الطرق.كل نوع من الصلب كما اؤهل سابقا له حدود محدده ومعروفة ومعها تغير في الخواص الفيزيائية.من جهة نهاية الرؤية في الفولاذ المتصلب، يوجد استطالة مرنة عظمى مع اقل مرونة وعند أنواع أخرى يكون اقصاه.كما في الفولاذ كامل اللدونة اوفولاذ (سوربايتيك-بيرليتيك)وبذلك يوجد أقل استطالة مرنة بالمقارنة مع المرونة العظمى.

## التبريد البطئ والأجهاد و الأنفعال
تعتبر من الوقائع التي لا جدال فيها في عمل المعالجة الحرارية ومساندة التبريد البطئ يبعث على بالأجهادات والأنفعالات الداخلية.ليس هذا فقط الصحيح في عمليات اللدونة الكاملة كما يدل على التبريد البطئ من التبريد السريع.

## الدرجات المنخفضة لعمليات التقسية
في فرضية واحدة من اثنان من التحليل المحدد سوف يثبت على حد سواء مقنع تحت المعالجة المناسبة لنفس قطعة العمل ولكن في ذلك يفسر الاختلاف في التركيب الكيميائي في الصلب الواحد ويتطلب التقسية عند 1200 درجه فهرنهايت والبعض الآخر عند درجة حرارة 800 أو900 درجة فهرنهايت.الاختيار يكون لإيجاد أعلى نقطة لسحب الصلب.مثل هذه الشروط عادة تظهر في نباتات المعالجة الحرارية تحمل تنوع في العمل وربما من الممكن كنتيجة للأسباب السابقة.
الأكثر اتزانا هي الحالة الأكثر ثباتاهى حالة الأتزان والأكثر فعالية وسوف تكون هي المعالجة المطلوبة.إضافة المعدل الأصغر للأنفعالات الداخلية والتي ربما تبقى في الصلب من عملية التصلب السابقة.

## وصلات خارجية
- http://books.google.com.eg/books?id=BMKjeH3I3bcC&pg=PA11&dq=steel+and+its+properties&hl=ar&sa=X&ei=xFe2T6KfGY6DhQft-8WJCQ&ved=0CFIQ6AEwBQ#v=onepage&q=steel%20and%20its%20prope

rties&f=false